# Warfare Machines
Warfare Machines è il sesto album in studio del gruppo musicale olandese Deinonychus, pubblicato nel 2007 dalla My Kingdom Music.

## Tracce
1. Krematorium – 3:06
2. Carpet Bombing – 3:23
3. Manoeuvre East – 4:16
4. NaPolA – 4:45
5. MG-34 – 4:11
6. False Flag – 5:25
7. Nerve Agent – 4:56
8. Morphium – 3:11

## Formazione

### Gruppo
- Marco Kehren – voce, chitarra
- Giuseppe Orlando – batteria
- Jürgen Bartsch – basso